# Reutte
Reutte – powiatowa gmina targowa w Austrii, w kraju związkowym Tyrol, siedziba powiatu Reutte.

## Położenie
Gmina leży w kotlinie, otoczona jest szczytami, których wysokość dochodzi do ok. 2000 m n.p.m..

## Historia
Pierwsza zachowana wzmianka o Reutte jako Ruthi prope Breitenwanch (Reutte pod Breitenwang) pochodzi z 1278 roku. Reutte zyskało na znaczeniu wraz z budową mostu przez rzekę Lech w 1464 i skróceniu przebiegu starożytnej Via Claudia Augusta. 
Status gminy targowej nadał Reutte 5 czerwca 1489 książę Zygmunt Habsburg. Mimo braku praw miejskich Reutte zostało w 1754 siedzibą powiatu Oberinntal. W kolejnych stuleciach umacniała się rola miejscowości jako centrum administracyjnego regionu. Reutte jest jedną z dwóch siedzib powiatów w Austrii bez praw miejskich (obok Tamsweg).

## Osoby

### urodzone w Reutte
- Walter Bitterlich (1908-2008), profesor, światowej sławy leśnik, urodził się i zmarł w Reutte[4]
- Anton Maria Schyrleus de Rheita (1604-1660), astronom i konstruktor[4]
- Johann Jakob Zeiller, malarz na dworze cesarskim, reprezentantem późnego baroku[4]

### związane z gminą
- Jakub Gapp, błogosławiony, nauczyciel w Reutte w 1938[4].

## Współpraca
Miejscowość partnerska:
- Ōshū, Japonia od 1991[1].